# Вулиця Назарука
Вулиця Назарука — одна з вулиць Шевченківського району Львова, місцевість Збоїща. Починається від вулиці Богдана Хмельницького і простягається паралельно вулиці Грінченка, має два відгалуження: одне — до вулиці Мідної, друге — до вулиці Грінченка, через що траса вулиці має хрестоподібну форму.

## Історія та забудова
Вулиця виникла у складі селища Збоїща під назвою Зелена. У 1958 році, після приєднання Збоїщ до Львова, отримала назву Захисна. У 1993 році вулицю об'єднали з Бічною Грінченка  та назвали на пошану українського громадського та політичного діяча, письменника Осипа Назарука.
Вулиця забудована переважно одноповерховими приватними садибами. Під № 1 у 2016 році звели багатоповерховий житловий комплекс «Марко Поло». У цьому ж будинку 29 жовтня 2016 року відкрився перший у Львові магазин мережі «АТБ-Маркет»«Продукти-1026».